# Estádio Multidesportivo Idriss Mahamat Ouya
O Estádio Multidesportivo Idriss Mahamat Ouya (em francês: Stade Omnisports Idriss Mahamat Ouya), anteriormente conhecido como Estádio Nacional do Chade (em francês: Stade National du Tchad) é um estádio multiuso localizado em Jamena, capital do Chade. Oficialmente inaugurado em 1973, foi o maior estádio do país em capacidade de público, sendo apenas superado pelo recém-inaugurado Estádio Olímpico Marechal Idriss Déby Itno em 2025. Conta com capacidade máxima para 20 000 espectadores.
Atualmente, é a casa onde os principais clubes da capital chadiana, notadamente o Gazelle FC, a AS CotonTchad, o Tourbillon FC, o Renaissance FC, o Postel 2000 FC e o Foullah Edifice FC mandam seus jogos oficiais por competições nacionais e continentais.

## Homenagem
O atual nome do estádio rende homenagem à Idriss Mahamat Ouya, atleta chadiano bicampeão do Campeonato Francês de Atletismo na modalidade do salto em altura. À época, o país ainda tratava-se de uma colônia francesa na África Central.